# Isaiah Joe
Derrick Isaiah Joe (Fort Smith, 2 juli 1999) is een Amerikaans basketballer die sinds 2022 als shooting guard uitkomt voor de Oklahoma City Thunder.

## Carrière
Joe speelde collegebasketbal voor de Arkansas Razorbacks van 2018 tot 2022. Hij stelde zich in 2020 beschikbaar voor de NBA draft waarin hij als 49e in de tweede ronde werd gekozen door de Philadelphia 76ers. Op 3 december 2020 tekende Joe een contract bij de 76ers.. Joe maakte zijn debuut in de NBA op 27 december 2020 tijdens een wedstrijd tegen de Cleveland Cavaliers. Joe speelde tijdens de seizoenen 2020/21 en 2021/22 uitsluitend vanop de bank. Tijdens het seizoen 2020/21 speelde Joe ook nog 2 wedstrijden voor de Delaware Blue Coats in de NBA G League. Op 13 oktober 2022 werd zijn contract in Philadelphia stopgezet. Joe tekende op 16 oktober 2022 een contract bij de Oklahoma City Thunder. Joe kreeg bij Oklahoma meer speelminuten en verbeterde zo ook zijn wedstrijdgemiddeldes. Tijdens het seizoen 2024/25 liet Oklahoma City in de maand december een 12-1 winst/verlies-reeks optekenen. Oklahoma sloot het reguliere seizoen af als beste ploeg met 68 overwinningen. In de playoffs was Joe met Oklahoma achtereenvolgens te sterk voor de Memphis Grizzlies en de Denver Nuggets. In de finale van de Western conference was Oklahoma met 4-1 te sterk voor de Minnesota Timberwolves zodat Joe met Oklahoma in de NBA Finale mocht spelen tegen de Indiana Pacers. In deze NBA Finale was Oklahoma in 7 wedstrijden de betere van Indiana, zodat Joe een eerste NBA-titel op zijn palmares mocht bijschrijven.

## Erelijst
- NBA-kampioen: 2025

## Statistieken
| Legenda | Legenda                | Legenda | Legenda                 | Legenda | Legenda               |
| ------- | ---------------------- | ------- | ----------------------- | ------- | --------------------- |
| WG      | Wedstrijden gespeeld   | WS      | Wedstrijden als starter | MPW     | Minuten per wedstrijd |
| FG%     | Fieldgoal-percentage   | 3P%     | Drie-punterpercentage   | VW%     | Vrije-worppercentage  |
| RPW     | Rebounds per wedstrijd | APW     | Assists per wedstrijd   | SPW     | Steals per wedstrijd  |
| BPW     | Blocks per wedstrijd   | PPW     | Punten per wedstrijd    | Vet     | Hoogste in carrière   |

### Regulier seizoen
| Seizoen  | Team                  | WG  | WS | MPW  | FG%  | 3P%  | FW%  | RPW | APW | SPW | BPW | PPW  |
| -------- | --------------------- | --- | -- | ---- | ---- | ---- | ---- | --- | --- | --- | --- | ---- |
| 2020/21  | Philadelphia 76ers    | 41  | 1  | 9,3  | 36,1 | 36,8 | 75,0 | 0,9 | 0,5 | 0,3 | 0,1 | 3,7  |
| 20212/22 | Philadelphia 76ers    | 55  | 1  | 11,1 | 35,0 | 33,3 | 93,5 | 1,0 | 0,6 | 0,3 | 0,1 | 3,6  |
| 2022/23  | Oklahoma City Thunder | 73  | 10 | 19,1 | 44,1 | 40,9 | 82,0 | 2,4 | 1,2 | 0,7 | 0,1 | 9,5  |
| 2023/24  | Oklahoma City Thunder | 78  | 1  | 18,5 | 45,8 | 41,6 | 86,5 | 2,3 | 1,3 | 0,6 | 0,3 | 8,2  |
| 2024/25  | Oklahoma City Thunder | 74  | 16 | 21,7 | 44,0 | 41,2 | 82,1 | 2,6 | 1,6 | 0,6 | 0,1 | 10,2 |
| Carrière | Carrière              | 321 | 29 | 16,9 | 43,1 | 40,2 | 82,7 | 2,0 | 1,1 | 0,5 | 0,1 | 7,6  |

### Play-offs
| Seizoen  | Team                  | WG | WS | MPW  | FG%  | 3P%  | FW%  | RPW | APW | SPW | BPW | PPW |
| -------- | --------------------- | -- | -- | ---- | ---- | ---- | ---- | --- | --- | --- | --- | --- |
| 2020/21  | Philadelphia 76ers    | 4  | 0  | 2,4  | 33,3 | 0,0  | -    | 0   | 0,3 | 0   | 0   | 0,5 |
| 20212/22 | Philadelphia 76ers    | 7  | 0  | 2,1  | 40,0 | 33,3 | -    | 0,3 | 0   | 0   | 0   | 0,7 |
| 2023/24  | Oklahoma City Thunder | 10 | 2  | 17,3 | 44,4 | 41,0 | -    | 2,2 | 1,0 | 0,5 | 0   | 6,4 |
| 2024/25  | Oklahoma City Thunder | 21 | 0  | 10,0 | 49,3 | 41,1 | 85,7 | 1,4 | 0,7 | 0,3 | 0,1 | 5,1 |
| Carrière | Carrière              | 42 | 2  | 9,7  | 46,7 | 40,0 | 85,7 | 1,3 | 0,6 | 0,3 | 0,0 | 4,2 |

2 Gilgeous-Alexander · 
3 Jones · 
5 Dort · 
6 Jay. Williams · 
7 Holmgren · 
8 Jal. Williams · 
9 Caruso · 
11 Joe · 
13 Dieng · 
14 Flagler · 
15 Carlson · 
21 Wiggins · 
22 Wallace · 
25 Mitchell · 
34 K. Williams · 
55 Hartenstein · 
88 Ducas · 
Coach Daigneault